# Les Infournas
Les Infournas is een voormalige gemeente in het Franse departement Hautes-Alpes in de regio Provence-Alpes-Côte d'Azur en telt 28 inwoners (2009). De plaats maakt deel uit van het arrondissement Gap.

## Geschiedenis
Tot 1 januari 2013 was Les Infournas een zelfstandige gemeente. Op die datum werd het samen met Bénévent-et-Charbillac aangehecht bij de gemeente Saint-Bonnet-en-Champsaur. Hierbij kreeg Les Infournas de status van commune déléguée maar op 18 augustus 2014 besloot de gemeenteraad van Saint-Bonnet-en-Champsaur deze status af te schaffen.

## Geografie
De oppervlakte van Les Infournas bedraagt 9,7 km², de bevolkingsdichtheid is dus 2,9 inwoners per km².
De onderstaande kaart toont de ligging van Les Infournas met de belangrijkste infrastructuur en aangrenzende gemeenten.

## Demografie
Onderstaande figuur toont het verloop van het inwonertal.
Vanwege een beveiligingsprobleem met de MediaWiki Graph-software is het momenteel niet mogelijk deze grafiek weer te geven. Zodra de software is bijgewerkt zal de grafiek vanzelf weer zichtbaar worden.